# Головин, Виктор Петрович
Ви́ктор Петро́вич Голови́н (21 марта 1954, Ташкент — 18 мая 2007, Москва) — советский и российский историк искусств. Доктор искусствоведения, профессор, заведующий кафедрой всеобщей истории искусства Исторического факультета Московского государственного университета им. М. В. Ломоносова. Специалист в области искусства раннего итальянского Возрождения.

## Биография
В. П. Головин родился 21 марта 1954 года в Ташкенте. Его отец, военный лётчик Пётр Агафонович Головин, в молодые годы служивший вместе с будущим университетским наставником сына В. Н. Гращенковым, тогда проходил службу в Средней Азии. Среднюю школу Головин закончил уже в Москве, куда был переведён его отец. В 1971 году поступил на искусствоведческое отделение исторического факультета МГУ, где в это время преподавали ведущие учёные: В. Н. Лазарев, Д. В. Сарабьянов, В. В. Павлов, Г. И. Соколов, Н. М. Никулина, К. М. Муратова, О. С. Попова, М. А. Ильин, М. А. Реформатская, О. С. Евангулова, В. В. Кириллов, Ю. К. Золотов, М. М. Алленов, И. Л. Маца, В. М. Василенко, А. С. Зайцев, В. С. Турчин, Р. В. Савко, Р. С. Кауфман и М. Н. Яблонская.
После окончания аспирантуры защитил кандидатскую диссертацию «О взаимосвязи скульптуры и живописи в период Раннего Возрождения в Италии». В 1981 году начал работать на кафедре истории зарубежного искусства исторического факультета МГУ (ныне — кафедра всеобщей истории искусства), сначала в должности ассистента, затем доцента (1988), долгие годы исполнявшего обязанности заместителя заведующего кафедрой (1989), а впоследствии профессора (2003) и заведующего кафедрой всеобщей истории искусства (2003). В 2002 г. защитил докторскую диссертацию «Мир художника раннего итальянского Возрождения».
С разными лекционными курсами выступал в Гаванском университете на Кубе (1984), Архангельском педагогическом институте (1988), в Римском университете «Ла Сапиенца» (1989), Европейском гуманитарном университете в Минске (1999), в Севастопольском филиале МГУ имени М. В. Ломоносова (2000).
Был учёным секретарем диссовета по искусствоведению при истфаке МГУ, членом Бюро Комиссии по культуре Возрождения Научного совета «История мировой культуры» при Российской Академии наук, членом правления Межрегионального общества истории искусства, а также членом Московского отделения Общества Данте Алигьери. Принимал участие как член редколлегии в составлении и публикации «Итальянского сборника».
Покончил жизнь самоубийством. Похоронен в Москве на Николо-Архангельском кладбище.

## Избранные труды
- Скульптура и живопись Итальянского Возрождения : Влияния и взаимосвязь. — М. : МГУ, 1985. — 87 с., 16 л. ил.
- От амулета до монумента : кн. об умении видеть и понимать скульптуру. — М.: Издательство МГУ, 1999. — 123 с. : ил. — ISBN 5-211-03776-6
- Мир художника раннего итальянского Возрождения. Серия: Очерки визуальности. М.: Новое литературное обозрение, 2003, 288 с. ISBN 5-86793-237-0
- О творческом методе Уолтера Патера — историка искусства // Вестник Московского университета. Серия «История». 1986. № 3. С. 73 — 81.
- Об Уолтере Патере, его творческом методе и книге «Ренессанс» // Патер У. Ренессанс. Очерки искусства и поэзии. М., 2006. С. 315—336.
- Ипполит Тэн и его метод изучения искусства // Тэн И. Философия искусства. Живопись Италии и Нидерландов. Лекции, читанные в школе изящных искусств в Париже. М.. 1995. С. 5-12
- Италия в восприятии русских путешественников второй половины XVII века // Итальянский сборник. М., 1999. Вып. 1. С. 104—119.
- Roma del Quattrocento nelle testimonianze dei viaggiatori russi // Le Due Rome del Quattrocento. Roma, 1997. P. 287—292.
- Статуя на колонне: от монумента Траяна до Александрийского столпа // Страницы истории западноевропейской скульптуры. Сборник статей памяти Ж. А. Мацулевич. СПб., 1993. С. 43 — 63.
- Копирование рельефов в Италии XV века: вопросы социально-экономические и атрибуционные // Проблема копирования в европейском искусстве. М., 1998. С. 44 — 53.
- Микеланджело и мраморщики города Рима: история одного конфликта // Древнерусское искусство. Византия, Русь, Западная Европа: искусство и культура. Посвящается 100 -летию со дня рождения Виктора Никитича Лазарева (1897—1976). СПБ., 2002. С. 396—401.
- Рельеф с изображением Мадонны из собрания Эрмитажа // Музей. 1987. № 8. С. 149—154.
- Записки художника Нери ди Биччи и алтарный образ «Вознесение Марии» из собрания ГМИИ // Итальянский сборник. М., 2003. Вып. 3. С. 85 — 91.
- Микеланджело: Скульптура. Живопись. Архитектура. М., 1990.